# 查科战争
查科战争（西班牙語：Guerra del Chaco），又譯為大查科战争、大厦谷战争，指的是1932年－1935年玻利维亚和巴拉圭两国为争夺大查科北部而进行的战争。
大查科位于巴拉圭河以西、安第斯山脉以东、亚马孙盆地以南，潘帕斯草原以北，面积约65萬平方公里，但人烟稀少、缺乏物产。玻利维亚和巴拉圭对大查科北部约26万平方公里土地的归属一直存在争执。20世纪20年代，在该地发现了石油后，两国为争夺石油资源纷争愈加激烈，从1928年起，两国之间频频发生武装冲突。而世界主要石油巨头以及邻近国家也卷入其中，美孚石油公司和智利支持玻利维亚，英荷壳牌石油公司和阿根廷支持巴拉圭。
玻利维亚在得到了美孚石油公司的巨额贷款，并向英美等国购买了包括坦克、飞机在内的大批新式武器后，军事实力大大超过巴拉圭。于是玻利维亚在1932年6月15日出兵占领了北查科荒漠中的亚基萨卡咸水湖地区，以这一次小规模边界冲突为借口向巴拉圭正式宣战，查科战争全面爆发。

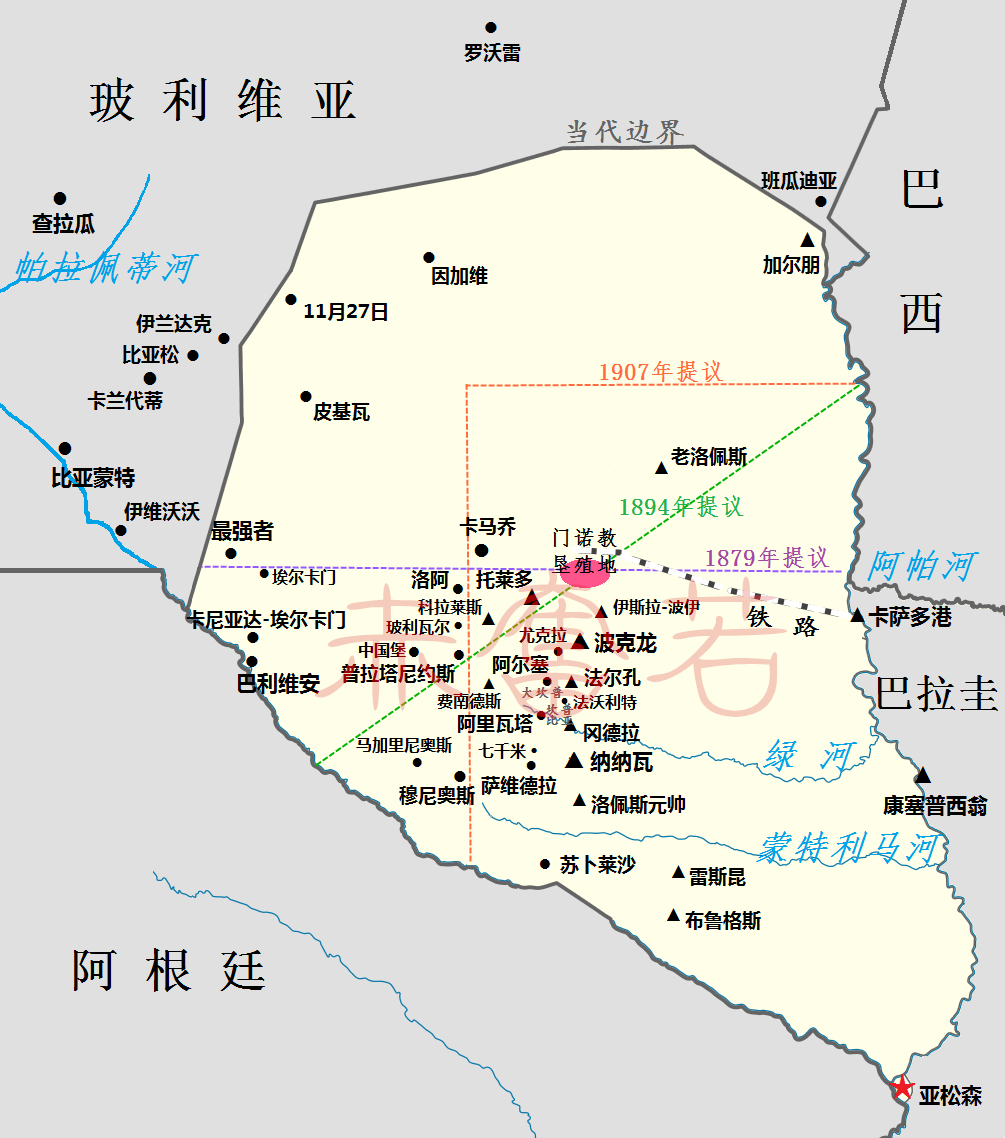
查科战争地图

## 起源
战争的起源通常归因于长期的领土争端和安第斯山脉东部发现的石油矿藏。1929 年《利马条约》终结了玻利维亚政府收复通往太平洋的陆地走廊的希望，而这被认为是进一步发展和贸易的必要条件。玻利维亚和巴拉圭都是内陆国家。面积 600,000 平方公里查科地区人口稀少，但控制流经该地区的巴拉圭河将提供通往大西洋的通道。 这对玻利维亚尤为重要，该国在 1879 年将其太平洋海岸拱手让给了智利。在 1864 年至 1870 年的巴拉圭战争中，巴拉圭将几乎一半的领土输给了巴西和阿根廷，并且不准备放弃其经济生存能力。
在国际仲裁中，玻利维亚辩称该地区是原西班牙殖民省莫克索斯和奇基托斯的一部分，玻利维亚是该省的继承人。与此同时，巴拉圭以占领土地为由提起诉讼。事实上，巴拉圭和阿根廷的种植园主已经在该地区饲养牛并开采白坚木林，而瓜拉尼语部落的小型游牧土著人口与巴拉圭自己的瓜拉尼遗产有关。截至 1919 年，阿根廷银行在查科东部拥有 40 万公顷土地，而阿根廷寡头集团的强大组成部分卡萨多家族则拥有 141,000 公顷土地。
石油公司之间争夺勘探和钻探权的冲突加剧了战争的动力，壳牌公司支持巴拉圭，标准石油公司支持玻利维亚。在安第斯山麓发现石油引发了人们的猜测，即查科可能是丰富的石油资源石油公司和外国石油公司参与了勘探。标准石油公司已经在玻利维亚东部蒙特斯别墅周围高山的油井中生产石油。 然而，不确定战争是否仅仅由这些公司的利益引起，而不是阿根廷从该国进口石油的目的。为了反对战争起源的“依附论”，英国历史学家马修·休斯反驳了玻利维亚和巴拉圭政府分别是标准石油公司和壳牌公司“傀儡”的论点，他写道：“事实上， ，公司和政府档案中几乎没有确凿的证据来支持石油公司与引发战争或在战争期间帮助一方或另一方有任何关系的理论。”另一方面，历史学家布雷特·古斯塔夫森 (Bret Gustafson) ，认为“银行和石油工业之间的模糊界限表明，标准石油公司确实为玻利维亚的建设提供了资金，即使煽动战争的事情是由玻利维亚将军们决定的。”

## 戰爭期間
战争初期，巴拉圭由于战争准备不足且装备陈旧，缺少武器，甚至有的士兵没有枪支而使用弯刀作武器。巴军因而明显处于下风。8月初，巴拉圭进行了全国总动员，1933年5月10日，巴拉圭向玻利维亚宣战。双方战至1933年10月，受到阿根廷的軍事支援與通訊協助，巴军在何塞·费利克斯·埃斯蒂加里维亚中校指挥下扭转了战局，12月由于玻利维亚的德国军事顾问汉斯·孔特將軍指挥失误，並且不諳地形，加上氣候乾燥導致玻軍士兵缺水並且大量死亡，且由於玻軍重型裝備不習於在熱帶雨林的泥濘地型移動，因此拖延軍機使玻军遭到惨败，随后，佩尼亚兰达将军接替了孔特的指挥权。1934年，双方又经过一年的战争均遭受了巨大的损失，此时巴方已占领了有争议的北查科的绝大部分地区，并将战线推进到玻利维亚境内。1935年2月玻军在比亚蒙特斯打退了巴军的进攻，此时双方都损失惨重，无力再战。

## 結果
1935年6月在阿根廷、美国及其他南美国家的调解下，玻、巴双方达成停火，7月21日，双方签订《布宜诺斯艾利斯和约》，巴拉圭获得北查科地区约18万平方公里的土地，並稱之為「廈谷地區」（Chaco）；玻利维亚获得约8万平方公里，并得到经巴拉圭河进入大西洋的航行权。阿根廷外长卡洛斯·萨维德拉·拉马斯也因成功调解这次战争而获得1936年诺贝尔和平奖。
3年的战争，双方共死亡10万餘人，其中玻方约6万人，巴方约4万人，使玻利維亞這本不发达的南美国家被拖到了崩溃的边缘。對於战败玻利维亚的损失更加惨重，加上1883年硝石战争的失败，玻利维亚自独立后已经丧失了50%的土地。

## 外部連結

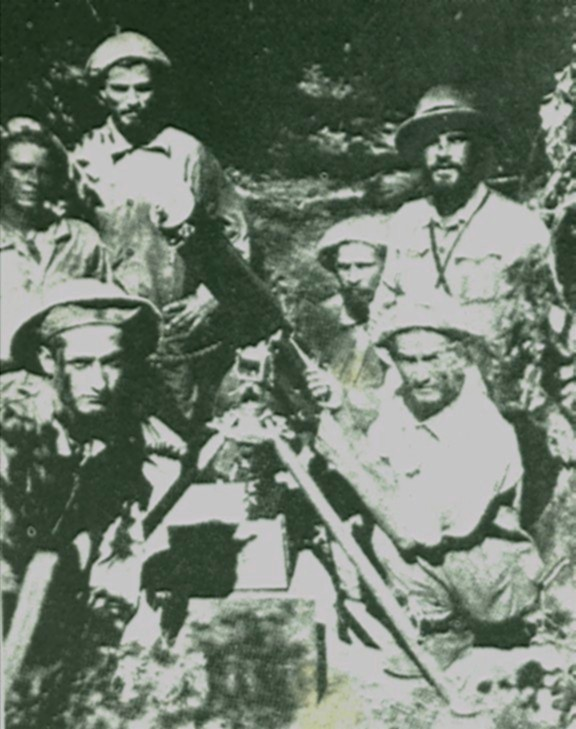
巴拉圭士兵